# Johann Wilhelm Krause
Pour les articles homonymes, voir Krause.
 (août 2025).
Si vous disposez d'ouvrages ou d'articles de référence ou si vous connaissez des sites web de qualité traitant du thème abordé ici, merci de compléter l'article en donnant les références utiles à sa vérifiabilité et en les liant à la section « Notes et références ».
Johann Wilhelm Krause était un architecte allemand, né en Basse-Silésie à Dittmansdorf en 1751 et mort à Tartu en 1828.
Il fut l'architecte de l'Université de Tartu et y exerça également les fonctions de professeur d'agronomie, de technologie et d'architecture civile.

## Biographie
Issu d'une famille de propriétaires protestants originaires de Bohême et de Moravie dont la lignée connue remonte à Sigmund Krause (* 1727, † 1773), maître-forestier au Château de Fürstenstein près de Waldenburg, il est scolarisé à l'école de Dittmansdorf puis aux lycées de Brieg et de Zittau. De 1778 à 1781, il étudie la théologie à Leipzig.
Il déménage en 1784 en Livonie où il devient intendant jusqu'en 1796, d'abord auprès du baron Peter Delwig à Adsel-Neuhof, puis du maréchal Gottfried Chr. von Kahlen à Seltinghof et, enfin, du comte August von Mellin à Kolzen.
Il entreprend ensuite des voyages, à Saint-Pétersbourg en 1791 puis, en 1797, à travers l'Allemagne et la Suisse.
Il épouse en 1797 Juliane von Hausenberg (née le 22 mai 1771 à Wolmarshof, † 12 juillet 1843 à Tartu), fille de Valentin Gottlieb von Hausenberg, conseiller aulique impérial auprès du Tsar et arrendateur à Neu-Ottenhof et d'Hélène Wendel. De 1797 à 1805, il gère son propre domaine de Kipsal à Kremon.
En 1803, il devient docteur et professeur d'agronomie, de technologie et d'architecture civile à l'université de Tartu qui a rouvert ses portes l'année précédente.
En 1809, il est anobli en devenant récipiendaire de l'Ordre de Saint-Vladimir et devient conseiller de l'Empire en 1823]. 

## Réalisations

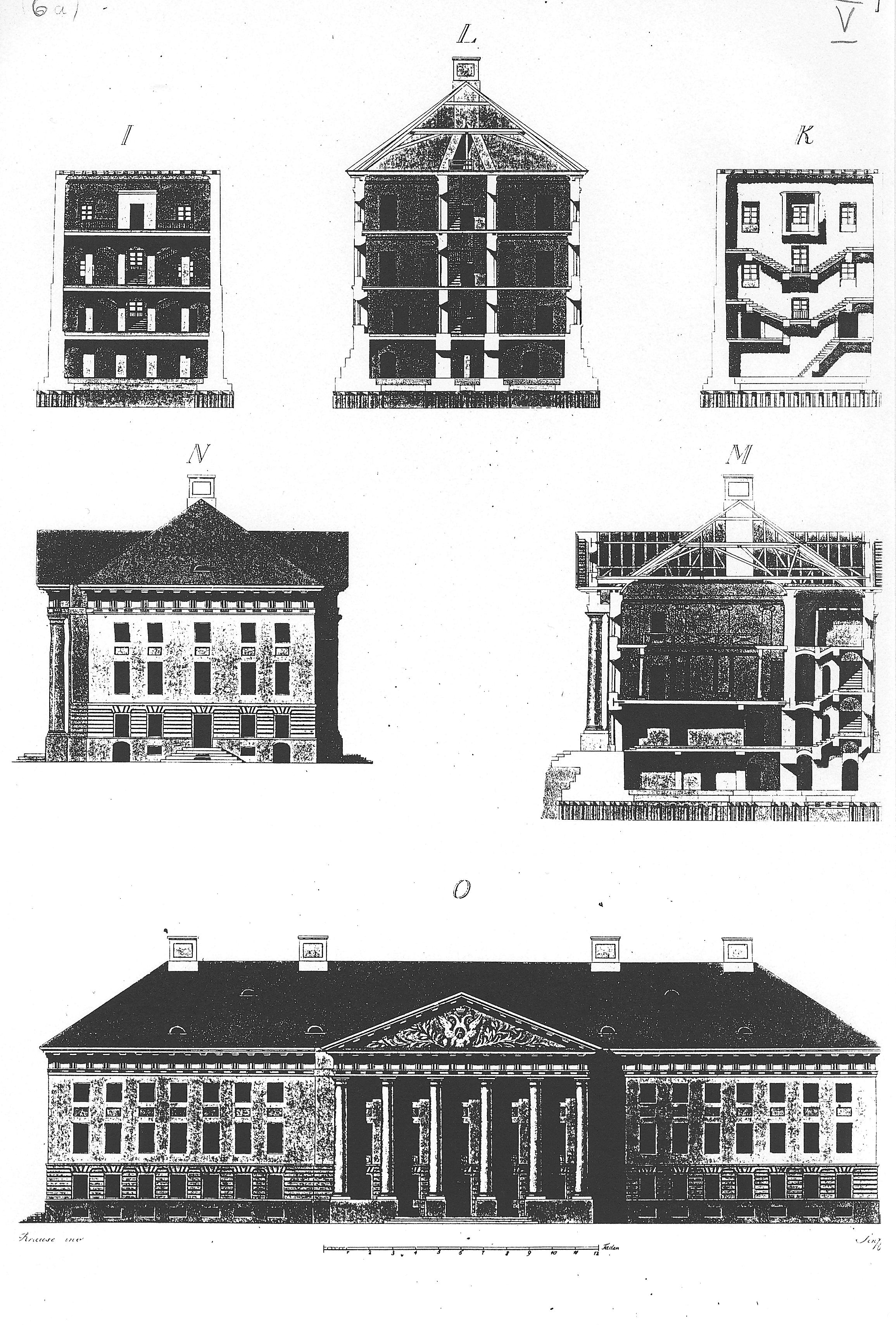
Dessins du bâtiment principal de l'université de Tartu

Fermée pendant la Grande guerre du Nord,  l'Université de Tartu, que la noblesse allemande locale souhaitait voir rouvrir, vit ses chartes confirmées par le tsar Alexandre Ier en 1802 et ses travaux purent reprendre.
De 1803 à 1823, Johann Wilhelm Krause, architecte de l'université, en réalise les bâtiments principaux :
- Serre du Jardin botanique (1806) ;
- Bibliothèque de l'université dans les ruines de la cathédrale (1807) ;
- Bâtiment principal de l'université (1809) ;
- Observatoire (1810).

Hormis ces constructions pour l'Université de Tartu, il réalise d'autres bâtiments civils, dont un mausolée pour la famille von Vietinghoff au nouveau château de Marienburg.